# Virl
Virl is een sciencefiction-stripreeks bestaande uit drie delen. Zowel de strips en de tekeningen zijn gemaakt door Dick Matena.
De strip werd in 1977 in Mickey Maandblad gepubliceerd.

## Verhaal
Het verhaal gaat er over dat ons universum niet eens bestaat, maar een droom is van de "De Grote Dromer". Voor Virl en zijn vrienden is het de taak om uit te zoeken of dit alles waar is.

## Albums
| 1 |  | Verbanning naar Cion  | 1979-1982 |
| 2 |  | Speurtocht naar Terra | 1981-1982 |
| 4 |  | Het asiel             | 2013      |